# Адеър (окръг, Оклахома)
Окръг Адеър (на английски: Adair County) е окръг в щата Оклахома, Съединени американски щати. Площта му е 1494 km², а населението – 21 038 души (2000). Административен център е град Стилуел.